# زموری البحری
زموری البحری یک منطقهٔ مسکونی در الجزایر است که در ناحیه برج منایل واقع شده‌است. زموری البحری ۳ کیلومتر مربع مساحت دارد ۳۲ متر بالاتر از سطح دریا واقع شده‌است.